# Državni muzej u Amsterdamu
Državni muzej u Amsterdamu (niz. Rijksmuseum) u Amsterdamu je nacionalni nizozemski muzej. Premda postoje i drugi Rijksmuseumi obično se misli na ovaj u Amsterdamu. Muzej posjeduje umjetničko-povijesnu zbirku u kojoj su najznačajniji eksponati uglavnom iz Zlatnog doba Nizozemske (17. stoljeće).
Rijksmuseum je osnovan 1800. g u Haagu kao kolekcija umjetnina nizozemskih stathoudera (lat. locum tenens -  namjesnika grada). Po naređenju Napoleona III., nećaka Napoleona Bonaparte, muzej je 1808. preseljen u palaču na trgu Dam u Amsterdamu. Zbirci su dodane slike koje su bile u vlasništvo grada Amsterdama. Od 1885. muzej se nalazi na sadašnjoj lokaciji, trgu Museumpleinu, pored Van Goghovog muzeja i Gradskog muzeja (Stedelijk). Zgradu je projektirao arhitekt Pierre Cuypers, koristeći bogatu ornamentiku i poveznice vezane za povijest Nizozemske.
Muzej je od 2005. do 13. travnja 2013. godine bio zatvoren zbog renoviranja, a novo krilo otvorila je kraljica Beatrix. Godine 2016. muzej je posjetilo 2,2 milijuna posjetitelja.

## Kolekcija
Muzej je izložio 8.000 umjetničkih i povijesnih predmeta iz ukupne zbirke od milijun predmeta iz razdoblja od 13. do 21. stoljeća. Među njima su neka remek djela umjetnika kao što su: Rembrandt, Frans Hals, Jacob van Ruisdael, Jan Steen i Johannes Vermeer. Muzej također ima malu azijsku kolekciju koja je izložena u azijskom paviljonu.
Odabrana djela u kolekciji muzeja: 
- Jan van Scorel, Marija Magdalena, oko 1530.
- Dirck van Baburen, Vulkan okiva Prometeja, 1623.
- Johannes Cornelisz Verspronck, Djevojka u plavoj haljini, 1641.
- Rembrandt, Noćna straža, 1642.
- Johannes Vermeer, Mljekarica, oko 1657.
- Jacob van Ruisdael, Krajolik sa slapom, 1660-ih.
- Rembrandt, Židovska nevjesta, oko 1666.
- Šivadžijev portret, mogulski nepoznati majstor, oko 1680.

## Vanjske poveznice
- Službene stranice Nacionalnog muzeja
- Virtualna kolekcija najznačajnijih esponata